# Сверчиха (река)

Сверчиха — река в России, протекает в Слободском районе Кировской области. Устье реки находится в 782 км по правому берегу реки Вятки. Длина реки составляет 21 км.
Исток реки в лесном массиве в 7 км к востоку от села Совье. Река течёт на юго-восток, затем поворачивает на северо-восток. Всё течение реки ненаселено. Притоки — Опалиха, Зябловка (левые); Корбовка (правый). Впадает в Вятку южнее деревни Лутошкино (Шестаковское сельское поселение).

## Данные водного реестра
По данным государственного водного реестра России относится к Камскому бассейновому округу, водохозяйственный участок реки — Вятка от истока до города Киров, без реки Чепца, речной подбассейн реки — Вятка. Речной бассейн реки — Кама.
По данным геоинформационной системы водохозяйственного районирования территории РФ, подготовленной Федеральным агентством водных ресурсов:
- Код водного объекта в государственном водном реестре — 10010300212111100031976
- Код по гидрологической изученности (ГИ) — 111103197
- Код бассейна — 10.01.03.002
- Номер тома по ГИ — 11
- Выпуск по ГИ — 1